# NGC 7091
NGC 7091 est une galaxie spirale barrée magellanique située dans la constellation de la Grue. Sa vitesse par rapport au fond diffus cosmologique est de 2 327 ± 17 km/s, ce qui correspond à une distance de Hubble de 34,3 ± 2,4 Mpc (∼112 millions d'al). NGC 7091 a été découverte par l'astronome britannique John Herschel en 1834. Cette galaxie a aussi été observée par l'astronome américain Lewis Swift le 9 juillet 1897 et elle a été inscrite à l'Index Catalogue sous la désignation IC 5114. 	

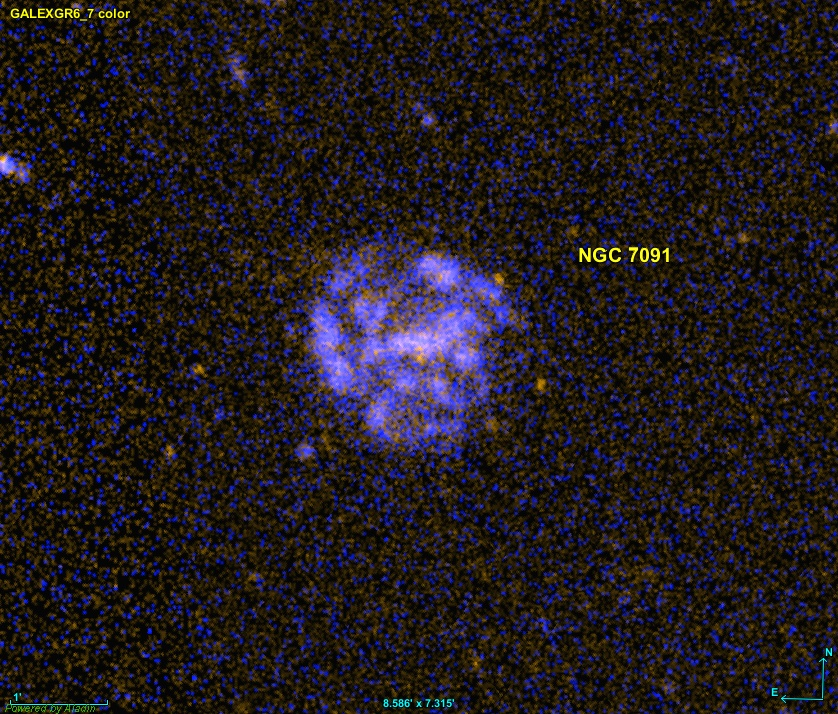
NGC 7091 en ultraviolet par GALEX. La structure spirale est plus évidente sur cette image que sur celle en lumière visible.

La classe de luminosité de NGC 7091 est IV-V et elle présente une large raie HI.  
À ce jour, une mesure non basée sur le décalage vers le rouge (redshift) donne une distance d'environ 17,300 Mpc (∼56,4 millions d'al). Cette valeur est loin à l'extérieur des valeurs de la distance de Hubble. Notons que c'est avec la valeur moyenne des mesures indépendantes, lorsqu'elles existent, que la base de données NASA/IPAC calcule le diamètre d'une galaxie et qu'en conséquence le diamètre de NGC 7091 pourrait être d'environ 34,4 kpc (∼112 000 al) si on utilisait la distance de Hubble pour le calculer.